# Laškargáh
Laškargáh (paštunsky لښکرګاه‎, persky لشکرگاه‎) je hlavní město provincie Hilmand na jihu Afghánistánu. Má zhruba dvě stě tisíc obyvatel.

## Poloha
Laškargáh leží ve výšce 773 metrů nad mořem mezi řekami Hilmandem a Arghandábem přibližně dvacet kilometrů severně od jejich soutoku. Blíž je k Hilmandu, který protéká přímo po západním kraji města.
Laškargáh má dobré silniční spojení s Kandahárem ležícím přibližně sto kilometrů východně.